# جينجر غونزاغا
جينجر غونزاغا (من مواليد 17 مايو 1983)  هي ممثلة أمريكية. نالت اهتمام الجمهور من خلال استضافة برنامج الثقافة الشعبية اليومي The Morning After (2011-12) على هولو، كان لها العديد من الأدوار المتكررة والضيفة على شاشة التلفزيون وكانت في فريق التمثيل الرئيسي لمسلسلات مثل فن المزج و Wrecked و شي هولك. شاركت في بطولة المسلسل  اكاذيب حقيقية  لعام 2023، حيث لعبت دور هيلين تاسكر.

## الحياة المبكرة
نشأت غونزاغا في موديستو ، كاليفورنيا، حيث التحقت بمدرسة باير الثانوية.  والدتها هولندية ووالدها فلبيني.  ذهبت إلى جامعة كاليفورنيا، بيركلي وجامعة كاليفورنيا، سانتا باربرا، حيث تخصصت في العلوم السياسية. تخرج غونزاغا مبكرًا بعام واحد للتدريب في مدرسة The Groundlings، واستمر في دراسة الارتجال في Second City و Upright Citizens Brigade. 

## الحياة المهنية
استضاف غونزاغا برنامج The Morning After الكوميدي اليومي الذي يعرض الثقافة الشعبية على هولو. كانت من ضمن المشاركين بانتظام في برنامج Mixology على قناة أيه بي سي، والذي استمر لمدة ثلاثة عشر حلقة. ظهرت أيضًا في العديد من البرامج التلفزيونية الأخرى، بما في ذلك Togetherness، وI'm Dying Up Here، وWrecked، و Kidding، و غرفة 104.  
في عام 2019، لعبت دورًا في مسلسل بول رود.Living with Yourself لعبت دور "عضوة الكونجرس الشابة الغاضبة" أنابيلا إيسيدرو كامبوس، والمعروفة أيضًا باسم AYC ببساطة، وهي شخصية مستوحاة من عضوة الكونجرس ألكساندريا أوكاسيو-كورتيز، في الكوميديا الفضائية الساخرة لعام 2020 قوة الفضاء. في يناير 2021، تم اختيارها للتمثيل في مسلسل البث المباشر على ديزني+ شي هولك لصالح استوديوهات مارفل، حيث لعبت دور جينيفر والترز / أفضل صديقة لـ شي-هولك، نيكي.  
تلعب غونزاغا دور هيلين تاسكر في المسلسل التلفزيوني CBS لعام 2023 المقتبس من فيلم ترو لايز لعام 1994.

## الحياة الشخصية
كانت غونزاغا في علاقة مع الممثل جيم كاري من عام 2018 إلى عام 2019. غونزاغا هو ثنائي الجنس. 

## الأعمال

### أفلام
| السنة | الفيلم                        | الدور   | ملاحظة |
| ----- | ----------------------------- | ------- | ------ |
| 2012  | تيد                           | جينا    |        |
| 2014  | شخص ما تزوج باري              | خوانيتا |        |
| 2016  | معاقبة هينري                  | إيريكا  |        |
| 2016  | ديان                          | جيل     |        |
| 2017  | Literally, Right Before Aaron | هيلين   |        |
| 2020  | العلاج السيئ                  | ميراندا |        |

### تلفزيون
| السنة   | العنوان                 | الدور                       | ملاحظة                                             |
| ------- | ----------------------- | --------------------------- | -------------------------------------------------- |
| 2009–11 | في جايل نحن نثق         | كيم كامينسكي                | 9 حلقات                                            |
| 2011–12 | بعد الصباح              | نفسها (مضيفة مشاركة)        | الموسم 1                                           |
| 2012–20 | رجل العائلة             | أصوات مختلفة                | 4 حلقات                                            |
| 2013–14 | قانوني                  | بيجي                        | دور متكرر                                          |
| 2014    | ميكسولوجي               | مايا                        | فريق التمثيل الرئيسي                               |
| 2014    | إدارة الغضب             | فانيسا / مورين              | 3 حلقات                                            |
| 2016    | العمل الجماعي           | كريستي                      | الدور المتكرر (الموسم 2)                           |
| 2016    | ملاك من الجحيم          | كيلي                        | 4 حلقات                                            |
| 2016–17 | محطم                    | إيما                        | فريق التمثيل الرئيسي (الموسم 1)؛ ضيف (المواسم 2-3) |
| 2016–19 | أولئك الذين لا يستطيعون | غلوريا جوزمان               | 3 حلقات                                            |
| 2017    | فرصة                    | لورينا                      | الدور المتكرر (الموسم 2)                           |
| 2017–18 | أنا أموت هنا            | ماجي                        | دور متكرر                                          |
| 2017–22 | روبوت تشيكين            | أصوات مختلفة                | 3 حلقات                                            |
| 2018    | ابطال                   | دانا                        | 9 حلقات                                            |
| 2018    | وحدهما معًا              | علياء                       | 3 حلقات                                            |
| 2018    | المزاح                  | فيفيان                      | 5 حلقات                                            |
| 2018    | غرفة 104                | فيكي                        | 1 حلقة                                             |
| 2019    | غريس و فرانكي           | ايرين                       | 2 حلقات                                            |
| 2019    | عقارات باجيليون دولار   | جوليانكا                    | 2 حلقات                                            |
| 2020    | قوة الفضاء              | أنابيلا يسيدرو كامبوس (AYC) | 2 حلقات                                            |
| 2022    | كنان                    | كاري                        | 2 حلقات                                            |
| 2022    | توكا وبيرتي             | (صوت)                       | 2 حلقات                                            |
| 2022    | شي-هالك: محامي          | نيكي راموس                  | فريق التمثيل الرئيسي                               |
| 2023    | الأكاذيب الحقيقية       | هيلين تاسكر                 | فريق التمثيل الرئيسي                               |

## روابط خارجية
- جينجر غونزاغا على موقع IMDb (الإنجليزية)
- جينجر غونزاغا على موقع ميوزك برينز (الإنجليزية)
- جينجر غونزاغا على موقع قاعدة بيانات الفيلم (الإنجليزية)